# 姜平 (空军)
姜平（1961年—），中国人民解放军空军中将。
曾任中国人民解放军空军航空大学政治委员，空军政治工作部副主任。2018年12月，任中国人民解放军西部战区副政治委员兼西部战区空军政治委员。
2014年7月，晋升空军少将军衔。2019年12月，晋升空军中将军衔。